# 春恋/夢追人
『春恋/夢追人』（はるこい/ゆめおいびと）は、加藤和樹の12枚目のシングル楽曲である。

## 概要
- インペリアルレコード移籍してからの第1シングル。
- アーティストデビュー10周年記念として年間を通し季節毎に1作ショートストーリーのような「恋唄」をリリース予定しており、その1作目の「春」にあたる。[1]
- CDに封入の応募券にて「ハルコエ」キャンペーンと題し、購入者の中から抽選で選ばれた100人に本人から直接電話があるキャンペーンを実施。[2]
- 通常盤と初回限定盤の2種類がある。初回限定盤には「春恋」MV＋メイキングドキュメンタリーを収録したDVD付き。

## 収録曲
1. 春恋
作詞/作曲：CHIHIRO　編曲：REO
2. 夢追人
作詞：加藤和樹　作曲：KEIT  編曲：山口高始
テレビ東京系「開運!なんでも鑑定団」エンディングテーマ（2016年4月～）
3. 春恋（オリジナル・カラオケ）
4. 夢追人（オリジナル・カラオケ）